# Encymachus
Encymachus là một chi nhện trong họ Salticidae.